# Усадебно-парковый комплекс Котлубаев (Ястрембель)
Усадебно-парковый комплекс Котлубаев (бел. Сядзібна-паркавы комплекс Катлубаяў) — дворцово-парковый ансамбль на берегу реки Мышанка. Расположен в деревне Ястрембель Барановичского района Брестской области Белоруссии. 21 сентября 2010 года Постановлением Совета Министров Республики Беларусь объекту присвоен статус историко-культурной ценности республиканского значения.

## История

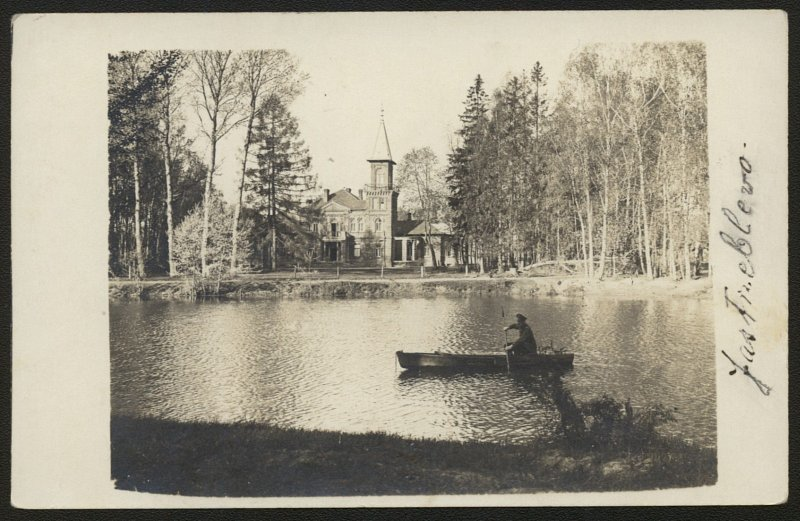
Вид усадьбы до 1917 года

Усадьба формировалась в конце XIX века. 3 мая 1851 года перешла к Михаилу Котлубаю по договорённости с Казимиром Рдултовским. В 1864 году стала владением Генриха Антона Виктора. Земельные угодья имения составляли 2673 десятины. После его смерти владелицей стала жена Изабелла с детьми. В 1911 году равными частями имения владели сыновья Эдуард и Михаил. Последним владельцем был Зигмунд Котлубай (1885—1940), выпускник Ягеллонского университета, юрист. Умер в тюрьме в Барановичах в 1940 году.
С 1972 года в здании размещалась школа-интернат. В 1981 году были проведены реставрационные работы. С 1990-х годов здание усадьбы пустует. В середине 1990-х была отреставрирована крыша, в 2000 году поставили новые окна.
Значительно видоизменена. Разрушена конюшня с каретной при въезде в усадьбу. Старые деревья единичны.
В 2014 году была выкуплена бизнесменом Андреем Сенько за 90 000 долларов США.

## Архитектура
Ансамбль включал усадьбу, построенную в 1897 году, две официны, парк, пруд, хозяйственный двор, винокурню и конюшню. Имелись также лесопильный и кирпичный заводы.

### Усадьба
Расположена в глубине парка. В здании 18 комнат. Вход смещён с центральной оси здания. К нему ведёт пандус с балюстрадой. Вертикальной доминантой является четырёхъярусная башня, завершённая высоким шатром, увенчанным флюгером, на котором имеется дата возведения дома — 1897 год. К основному двухэтажному корпусу примыкают боковые объёмы разного размера. Правый объём с полукруглой апсидой занимала домашняя каплица. Дом обильно декорирован рустом, карнизами, колоннами, филёнками, пилястрами и розетками.

### Парк
Занимает территорию площадью 6 гектаров. Въездная аллея удлинённая, широкая (до 10 метров), деревья в ряду посажены через четыре метра. Аллея идёт перпендикулярно основной оси композиции, пересекая сад. За восточной частью дома расположен искусственный водоём. Западная часть перепланирована в регулярном стиле.
В парке отмечены 57 видов растений и зафиксировано 163 вида животных. Здесь растут тополь белый, ива белая плакучая, лиственница европейская, липа, каштан конский, дуб красный, сосна веймутова.